# 自动网络修复
自動網路修復（Automatic Network Replenishment，縮寫 ANR），又称断点续传，是一种结合本地存储和网络存储的技术，主要用来解决网络失效时的视频丢失问题。
DVS通常本身没有视频存储功能，而是必须由后端的NVR来实现视频的存储,因此对于网络稳定性要求很高，网络连接失败、丢包严重、抖动等各种因素都可能造成视频数据的丢失。因此DVS本身设计存储缓冲区是个好办法，可以保证网络短暂中断的情况下视频数据的连续存储。ANR技术实质即要求前端（DVS）与后端（NVR）都要具有存储功能，一旦出现网络中断情况，前端的存储可以不受网络的影响，继续进行存储并作为备份数据,后端就可以在网络重新接通成功后，将网络失效期间存储在前端DVS缓存区的视频数据以”补充”的方式传输到后端。
ANR技术的实质就是DVS本身增加缓冲存储功能，以弥补网络中断导致的视频录像丢失。但是，该功能并非是简单地在DVS增加一个存储卡、记忆棒那么简单，在DVS上增加存储设备后，DVS启动电流可能需要增加，这样散热问题也跟着需要解决；另外，需要采用良好的存储机制，保证网络中断后视频转到本地录像，在网络恢复后，自动补充NVR 的“断点”视频。